# Bjørn Ragnarsson Jernside

Bjørn Jernside (latin Bier Cotae Ferrae, Björn Járnsíða) var en viking som hærgede i Frankrig i 800-tallet. Han bliver omtalt som en stor kriger i vikingetiden. 
Ifølge Hervarar saga og Ragnars saga Loðbrókar var han en af Ragnar Lodbrogs sønner, og skal have deltaget i faderens erobring af Paris.
Bjørn fik i henhold til sagaen sit tilnavn jernside, da han aldrig blev såret i kamp. Dette forklares med hans mors brug af sejd for at gøre ham usårlig. Ifølge Hervarar saga fik han Svitjod (et område af Sverige) i arv fra sin far, mens hans bror, Sigurd Orm-i-Øje arvede resten af Skandinavien. De andre Lodbrogssønner hed Halvdan Ragnarsson og Ivar Benløs .
Ifølge sagaerne grundlagde Bjørn en ny svensk kongeæt (af nogle senere genealoger omtalt som Munsöætten). Ifølge Johan Peringskiöld blev Bjørn begravet i Björnshögen ved Husby på Munsö i Mälaren. Flere af hans efterkommere fik navnet Bjørn. Han fik to sønner, Refil og Erik Björnsson, og den sidstnævnte skal ifølge sagaen have arvet tronen af Svitjods efter ham.
Ifølge Erik den Rødes Saga fik Bjørn sønnen Aslak, der var forfader til Thorfinn Karlsefni, som antages at være den første fra Norden som opdagede Amerika.